# Edouard Hennaert
Edouard Hennaert (23 februari 1831 – 30 april 1886) was een Belgische kunstenaar uit Ieper.

## Persoonlijk
Hennaert was getrouwd met Constance Ceriez, de zus van de kunstenaar Théodore Ceriez. Hennaert studeerde met hem aan de academie te Ieper.

## Opleiding

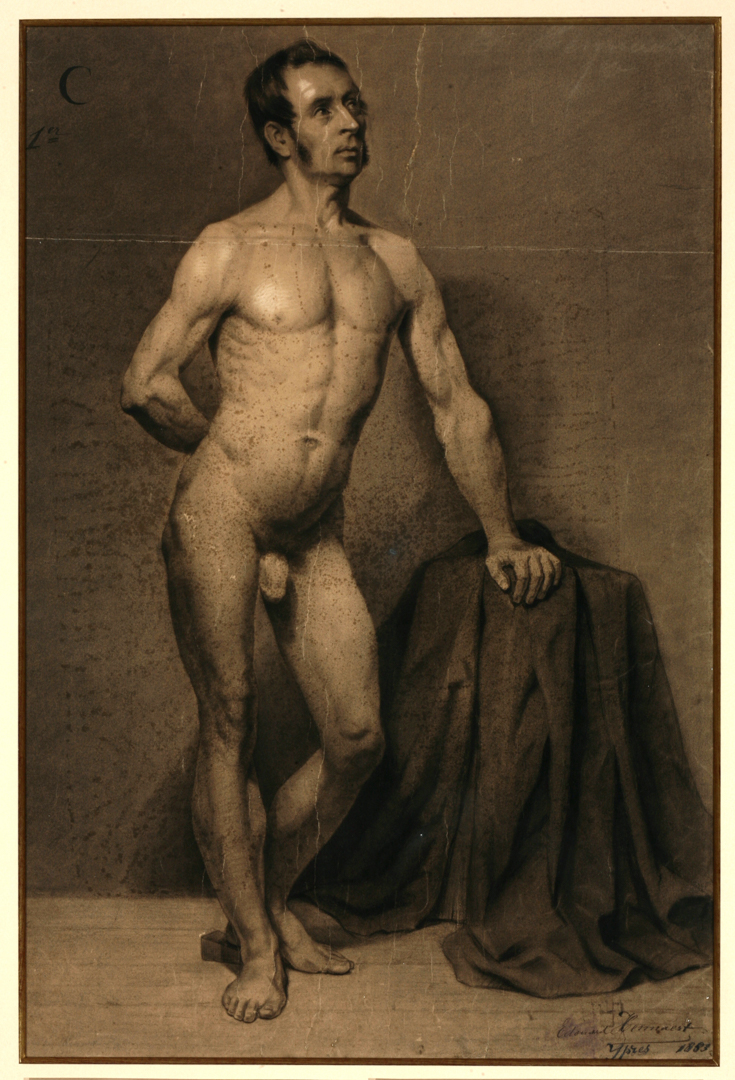
Academische studie van een mannelijk naakt.

Hennaert volgde reeds sinds zijn vijftiende een opleiding aan de academie in Ieper. Hij was er leerling tussen 1846 en 1853. In augustus 1847 kreeg hij er de prijzen 'proportie' en 'tekenen naar prenten'. In 1849, kreeg hij opnieuw de eerste prijs 'tekenen naar prenten' en de tweede prijs voor 'perspectief'. Hij stapte in 1851 over naar de klas 'tekenen naar gipsen model' en kreeg er ook de eerste prijs. In 1853 werd hij toegelaten tot de klas 'tekenen naar levend model' en won hij er twee medailles. Hennaert had echter niet de middelen om verder te studeren aan de academie van Antwerpen, hoewel hij hiervoor bij het stadsbestuur bemiddelde voor een toelage. Hij zou dus verder blijven schilderen in Ieper.

## Carrière
Hennaert verdiende voornamelijk zijn inkomen als decoratieschilder. Hij maakte echter ook een aantal landschappen en portretten. Hij was ook medewerker van Louis Delbeke, die op dat moment zijn eerste muurschilderingen aanbracht in de Lakenhallen te Ieper. Hij hielp hieraan mee tussen 1881 en 1891.
Hennaert overleed te Ieper op 30 april 1886. Hij was toen 55 jaar oud.

## Gallerij

Waarnemingstekening van een gipsen voet
Waarnemingstekening van een gipsen hand
Tekening van de spieren van een mannelijke romp
Tekening van een skelet
Modeltekening van een mannelijk naakt
Waarnemingstekening van een gipsen staand mannelijk beeld
Modeltekening van een mannelijk naakt
Waarnemingstekening van een gipsen romp van een vrouw
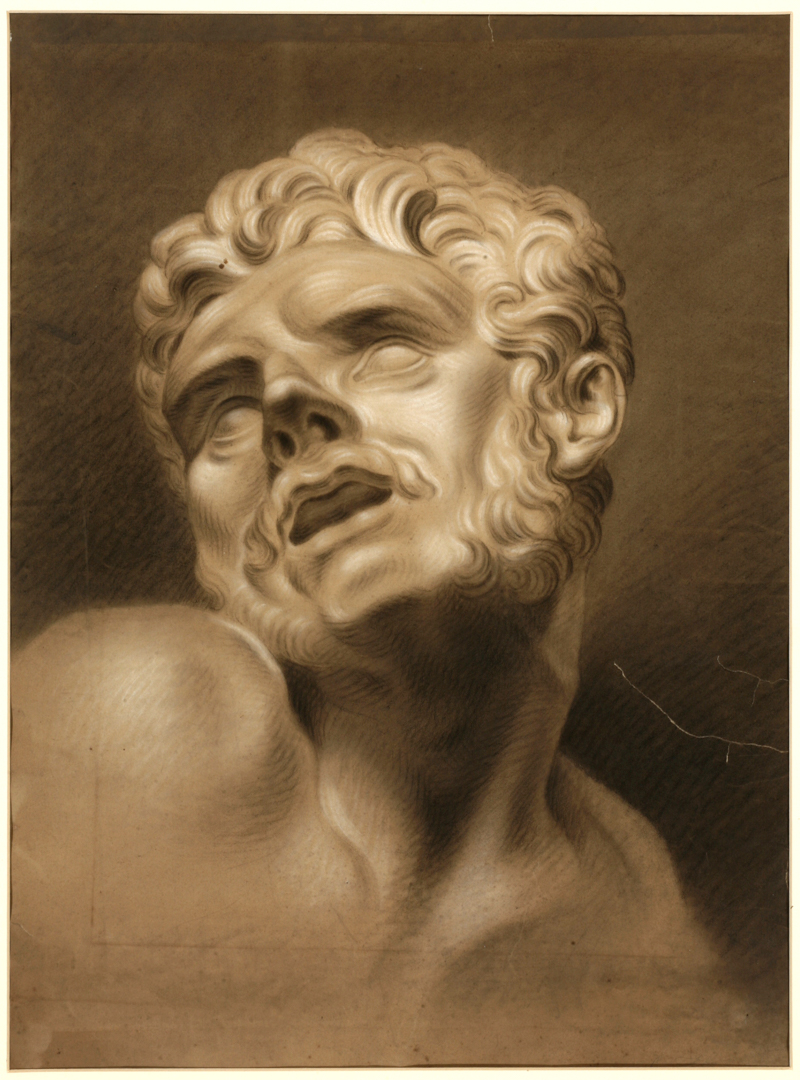
Academische studie naar een prent van het gipsen beeld van Milo van Cretona